# 26 tháng 12
Ngày 26 tháng 12 là ngày thứ 360 (361 trong năm nhuận) trong lịch Gregory. Còn 5 ngày trong năm.

## Sự kiện
- 887 – Berengar I được giới quý tộc Lombardia tôn làm vua của Ý. Ông lên ngôi tại Pavia.
- 1481 – David của Burgundy, Giám mục Utrecht, lãnh đạo một đội quân 4,000 - 5,000 người tấn công một nhóm người có vũ trang gần Utrecht. Nhóm người bị tấn công có ý định trả thù cho vụ thảm sát tại làng Westbroek gây ra bởi quân của giám mục.
- 1776 – Cách mạng Mỹ: Lục quân Lục địa tiến công và đánh bại lính đánh thuê Hessen trong trận Trenton tại New Jersey.
- 1805 – Các cuộc chiến trạnh của Napoleon: Pháp và Áo ký hòa ước Pressburg.
- 1860 – Trận đấu bóng đá đầu tiên giữa các câu lạc bộ diễn ra giữa Hallam F.C. và Sheffield F.C. tại Sheffield, Anh Quốc.
- 1871 – Công diễn tác phẩm chung đầu tiên Thespis của Gilbert và Sullivan.[1]
- 1898 – Phát hiện của Marie Curie và Pierre Curie về radi được công bố cho viện Hàn lâm Khoa học Pháp.
- 1925 – Thổ Nhĩ Kỳ chấp nhận Lịch Gregory.
- 1961 – Hợp chúng quốc Ả Rập giải thể
- 1963 – Các nhạc phẩm "I Want to Hold Your Hand" và "I Saw Her Standing There" của The Beatles được phát hành tại Hoa Kỳ, khởi đầu hiện tượng Beatlemania ở cấp độ quốc tế.
- 1972 – Chiến tranh Việt Nam: Chiến dịch Linebacker II đạt đến đỉnh điểm khi Không quân Hoa Kỳ huy động 120 lần chiếc B-52 và 113 lần chiếc máy bay cường kích dồn dập tấn công liên tục với mật độ dày đặc chưa từng có vào Hà Nội, Hải Phòng và Thái Nguyên.
- 1982 – Trong số các nhân vật của năm của Tạp chí Time, lần đầu tiên xuất hiện một thứ không phải con người, đó là máy tính cá nhân.
- 1991 – Hội đồng các nước cộng hòa của Đoàn Chủ tịch Xô viết Tối cao Liên Xô họp và tuyên bố Liên bang chính thức tan rã
- 2004 – Một trận động đất mạnh xảy ra ở đáy biển ngoài khơi phía tây đảo Sumatra gây ra một loạt các sóng thần tàn phá các khu vực nằm ven Ấn Độ Dương, khiến hơn hai trăm nghìn người thiệt mạng.
- 2018 – Bộ Giáo dục và Đào tạo Việt Nam ban hành thông tư số 32/2018/TT-BGDĐT, đánh dấu sự ra đời của chương trình giáo dục phổ thông mới.

## Sinh
- 1194 – Frederick II, hoàng đế Đế quốc La Mã Thần thánh (m. 1250)
- 1536 – Lý Nhị, Nho gia người Triều Tiên (m. 1584)
- 1780 – Mary Somerville, tác giả khoa học và nhà bác học người Scotland (m. 1872)
- 1618 – Elisabeth xứ Pfalz, công chúa, triết gia và nhà thần học Calvin người Đức (m. 1680)
- 1756 – Bernard Germain de Lacépède, nhà tự nhiên học người Pháp (m. 1825)
- 1791 – Charles Babbage, nhà toán học, nhà phát minh người Anh (m. 1871)
- 1864 – Yun Chi-Ho, chính trị gia người Triều Tiên (m. 1945)
- 1867 – Phan Bội Châu, nhà hoạt động chính trị người Việt Nam (m. 1940)
- 1872 – Norman Angell, nhà báo, tác gia, chính trị gia người Anh, đoạt giải Nobel (m. 1967)
- 1893 – Mao Trạch Đông, chỉ huy quân sự, chính trị gia người Trung Quốc (m. 1976)
- 1934 – Lâm Đại, diễn viên người Trung Quốc (m. 1964)
- 1938 – Nguyễn Khôi, nhà thơ người Việt Nam
- 1940 – 
  - Edward C. Prescott, nhà kinh tế học người Mỹ, đoạt giải Nobel
  - Nguyễn Hoa Thịnh, nhà cơ học Việt Nam
- 1942 – Gray Davis, chính trị gia người Mỹ
- 1949:
  - José Ramos-Horta, chính trị gia người Đông Timor, tổng thống của Đông Timor, đoạt giải Nobel
  - Phạm Minh Tuyên, Nguyên Ủy viên Ban Chấp hành Trung ương Đảng Cộng sản Việt Nam, Nguyên Bí Thư Tỉnh Ủy Ninh Bình. (m. 2022)
- 1957 – Nguyễn Thanh Sơn, chính trị gia người Việt Nam
- 1958 – Lý Quốc Lập, đạo diễn người Hồng Kông
- 1959 – Vương Lập Quân, sĩ quan công an người Trung Quốc
- 1962 – James Kottak, tay trống người Mỹ
- 1972 – Thụy Mười, diễn viên người Việt Nam
- 1976 - Phan Đinh Tùng, ca sĩ người Việt Nam
- 1979 – Hoắc Kiến Hoa, diễn viên, ca sĩ người Đài Loan
- 1982 – Oguri Shun, diễn viên, người mẫu, người Nhật Bản
- 1985 – Shirota Yuu, diễn viên và ca sĩ người Nhật Bản-Tây Ban Nha
- 1986 – Hugo Lloris, cầu thủ bóng đá người Pháp
- 1988 – Satoh Kayo, người mẫu và nhân vật truyền hình người Nhật Bản
- 1990 – 
  - Aaron Ramsey, cầu thủ bóng đá người xứ Wales
  - Denis Cheryshev, cầu thủ bóng đá người Nga

## Mất
- 268 – Giáo hoàng Điônisiô
- 418 – Giáo hoàng Dôsimô
- 865 – Hiếu Minh Trịnh Thái hậu, Hoàng thái hậu, và Thái hoàng thái hậu nhà Đường
- 1530 – Babur, hoàng đế của Đế quốc Mogul (s. 1483)
- 1684 – Chu Thị Viên, tôn hiệu Từ Mẫn Hiếu Triết Hoàng hậu, chính thất của chúa Nguyễn Phúc Tần, mẹ của Tôn Thất Hiệp (s. 1625)
- 1771 – Claude Adrien Helvétius, triết gia và nhà hoạt động người Pháp (s. 1715)
- 1895 – Oskar von Meerscheidt-Hüllessem, tướng lĩnh người Đức (s. 1825)
- 1889 – Helmuth von Gordon, tướng lĩnh quân đội người Đức (s. 1811)
- 1972 – Harry S. Truman, tổng thống Mỹ thứ 33 (s. 1884)
- 1945 – Duy Tân, hoàng đế thứ 11 của triều Nguyễn (s. 1900)
- 1999 – Shankar Dayal Sharma, tổng thống thứ 9 của Ấn Độ (s. 1918)
- 2006 – Gerald Ford, tổng thống Mỹ thứ 38 (s. 1913)
- 2024 - Manmohan Singh, thủ tướng Ấn Độ (s. 1932).

## Ngày lễ và kỷ niệm
- Boxing Day: Ngày lễ ngay sau Giáng Sinh, hay còn gọi là Ngày Tặng Quà hoặc Giáng Sinh thứ hai.